# Little Willie
Little Willie war ein  Prototyp der Panzerentwicklung und der erste brauchbare Panzer der Militärgeschichte.

## Number 1 Lincoln Machine
Ab Frühsommer 1915 begann durch das Landships Committee unter Vorsitz von Winston Churchill die Entwicklung eines gepanzerten Fahrzeuges, das dem Wunsch der britischen Militärs nach einem Kampfwagen mit einer Grabenüberschreitfähigkeit von 5 Fuß (1,50 Meter) entsprechen sollte. Mit Hilfe dieser Landships sollte der Stellungskrieg in Flandern wieder in einen Bewegungskrieg verwandelt werden. Nachdem mehrere Versuche mit unterschiedlichen Ketten- und Laufwerksausstattungen fehlgeschlagen waren, (getestet wurden unter anderem der Killen-Strait Traktor mit drei Ketten) wurde am 29. Juli 1915 der Direktor der Landmaschinenfabrik „William Foster & Co. Ltd“ in Lincoln, Sir William Tritton, beauftragt eine sog. „Tritton Machine“ mit zwei Gleisketten zu fertigen. Das Konzept dazu stammte von seinem Chefentwickler William Rigby. Im Gegensatz zu den vorher angefertigten Modellen sollten die Ketten länger (sieben statt bisher vier Laufrollen) werden, und auch die Aufhängung sollte eine Verbesserung erfahren. Es wurde das gebrauchte Fahrwerk eines Traktors der Firma Bullock Creeping Grip Tractor Company (Chicago) verwendet.
Am 11. August 1915 begannen die Arbeiten, am 16. August ergänzte Tritton die Konstruktion durch zwei nachlaufende, 1,37 Meter durchmessende, Räder, um die Steuerfähigkeit zu verbessern. (Die Räder genügten jedoch nur zum Steuern leichter Kurven, ansonsten musste mit den Bremsen gearbeitet werden.) Am 9. September machte die Number 1 Lincoln Machine – so die offizielle Bezeichnung – ihren ersten Testlauf auf dem Gelände der Wellington Foundry. Schnell wurde klar, dass durch die flache Kettenführung bei Lenkmanövern der Widerstand durch die aufgeschobene Bodenmasse zu größten Behinderungen führen würde. Nachdem man dieses Problem durch eine andere Fahrwerksvariante behoben hatte, erwuchsen die nächsten Schwierigkeiten. Beim Überqueren von Gräben hingen die Ketten durch und verklemmten sich in der Führung der Laufräder. Tritton und Lieutenant Walter Gordon Wilson versuchten alle möglichen alternativen Laufwerksarten, zunächst ohne Erfolg. Am 22. September gelang es ihnen, die Ketten durch die Verwendung gegossener Kettenglieder mit integrierten Mittelführungszähnen auf dem Laufwerk zu halten. Der Laufwerksrahmen war mit großen gefederten Spindeln an der Wanne befestigt, was aber einen nur minimalen Federweg erlaubte. Dieses System – obwohl es die Geschwindigkeit einschränkte – wurde bis zum Mark VIII bei allen britischen Panzern verwendet.

## Beschreibung

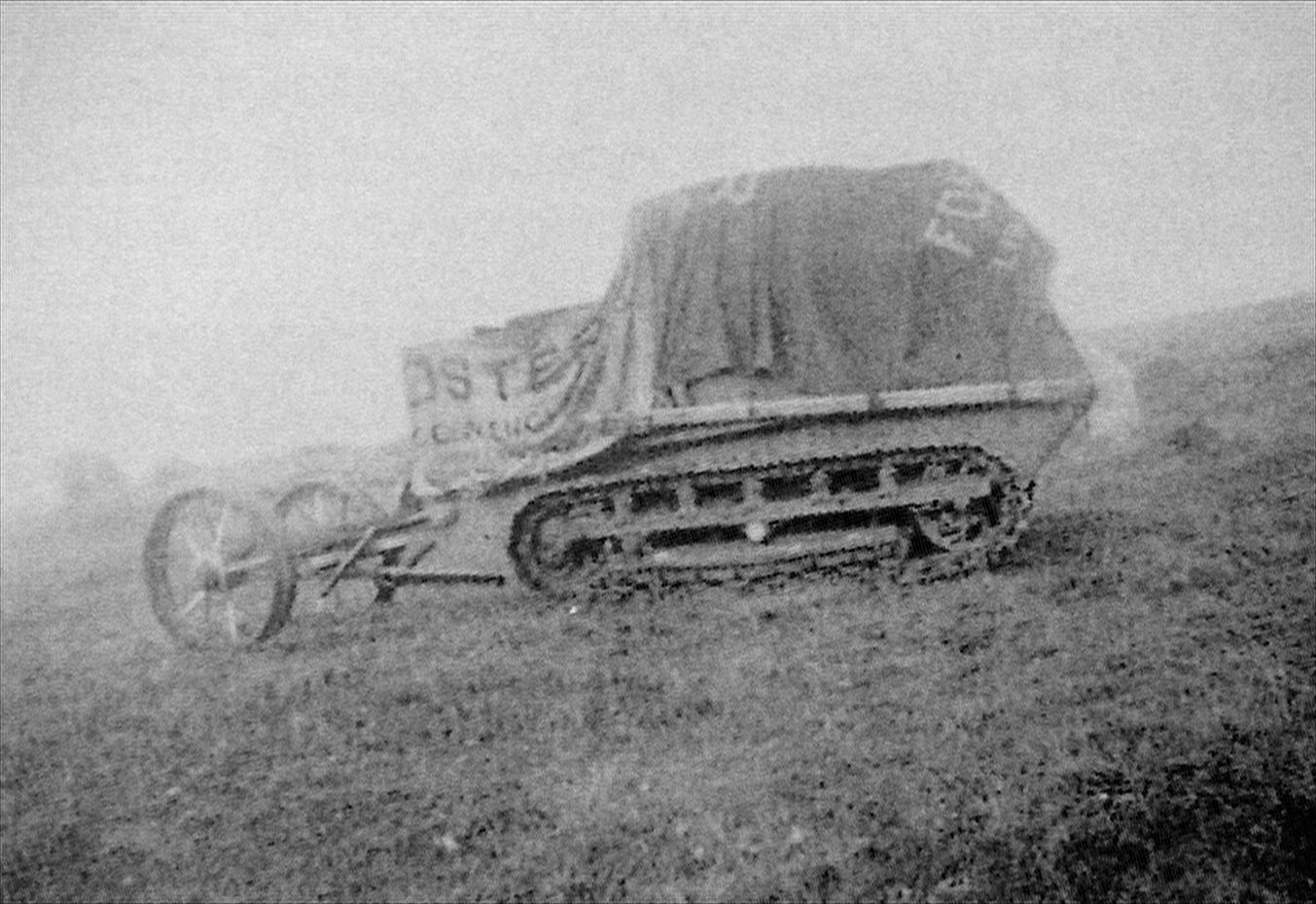
Das Ausgangsfahrzeug: die Number 1 Lincoln Machine im Gelände

Die meisten der mechanischen Komponenten entstammten dem Foster-Daimler-Artillerietraktor.
Der im Heck untergebrachte 105-PS-Daimler-Motor erhielt seinen Kraftstoff mittels Schwerkraft aus zwei Tanks über ihm. Unterhalb des nicht drehbaren Turms, in dem zunächst ein Maschinengewehr untergebracht wurde, war vor dem Motor gerade noch Raum für die Besatzung. Das Maschinengewehr des Turmes wurde später durch eine Vickers 2-Pounder Kanone ersetzt. Sekundärbewaffnung waren dann bis zu sechs Madsen-MGs (ursprüngliche Überlegungen von Tritton gingen dahin, den Turm auf Schienen beweglich zu machen und bei Bedarf nach vorne zu verschieben). Für die Kanone wurden 800 Schuss Munition mitgeführt. In der Front des Fahrzeuges saßen die beiden Fahrer, einer bediente das Steuerrad, die Kupplung, das vordere Getriebe und den Gashebel, der andere die Bremsen, mit der auch die Lenkbewegungen ausgeführt wurden. Zwei weitere Männer waren zur Bedienung des hinteren Getriebes nötig, noch zwei zur Handhabung der Kanone, sodass ein Besatzungsminimum von sechs Männern stets erforderlich war, die nebenbei auch noch außer mit der Kanone mit den sechs Maschinengewehren schießen sollten. Die Höchstgeschwindigkeit beschränkte sich auf 2 Meilen (ca. 3,4 km/h) pro Stunde. Das Material der Hülle bestand nicht aus Panzerstahl, sondern aus Dampfkesselplatten mit einer Stärke von lediglich 10 Millimetern, die auf ein kastenförmiges Gerüst aus Winkeleisen aufgenietet waren. Die „Lenkräder“ saßen auf einem Hilfsrahmen, der mit dem Heck des Fahrzeuges verbunden war. Durch Seilzug konnten die Räder, die in seitlich verschiebbaren Scharnieren saßen, quer zur Fahrtrichtung bewegt werden. Dies ergab dann unter Umständen den erhofften Steuereffekt. Dabei kam es anfangs zu der unerwünschten Nebenwirkung, dass die äußere Kette die Bewegung nicht mitmachte, absprang und geradeaus weiterlief.

## Fazit
Unzufrieden mit dem Basiskonzept der Number 1 Lincoln Machine dachte Wilson bereits ab August über Verbesserungen nach und begann am 17. September mit dem Bau eines Nachfolgemodells. Dieser zweite Prototyp war der Mark I („His Majesty's Land Ship“ HMLS Centipede oder Mother genannt.)
Die Number 1 Lincoln Machine wurde noch weiterhin verbessert. Da sich der Mark I jedoch als fronttauglich erwiesen hatte, sah man hier keine weiteren Möglichkeiten mehr und stellte die Arbeiten am Little Willie im Dezember ein.
Obwohl niemals im Kampfeinsatz, war Little Willie als erster Prototyp eines Panzers, der bis zur Fahrtüchtigkeit fertiggestellt wurde, ein großer Schritt in der militärischen Technologie, und kann mit Recht als der Urahn des Kampfpanzers bezeichnet werden (der Prototyp des französischen Panzers Schneider CA1 wurde zwar bereits im Januar 1915 begonnen, fertiggestellt war er jedoch erst im Februar 1916).
Der Name Little Willie stammte von der britischen Boulevardpresse, die damit den deutschen Kronprinzen Wilhelm treffen wollte.

## Aktuell

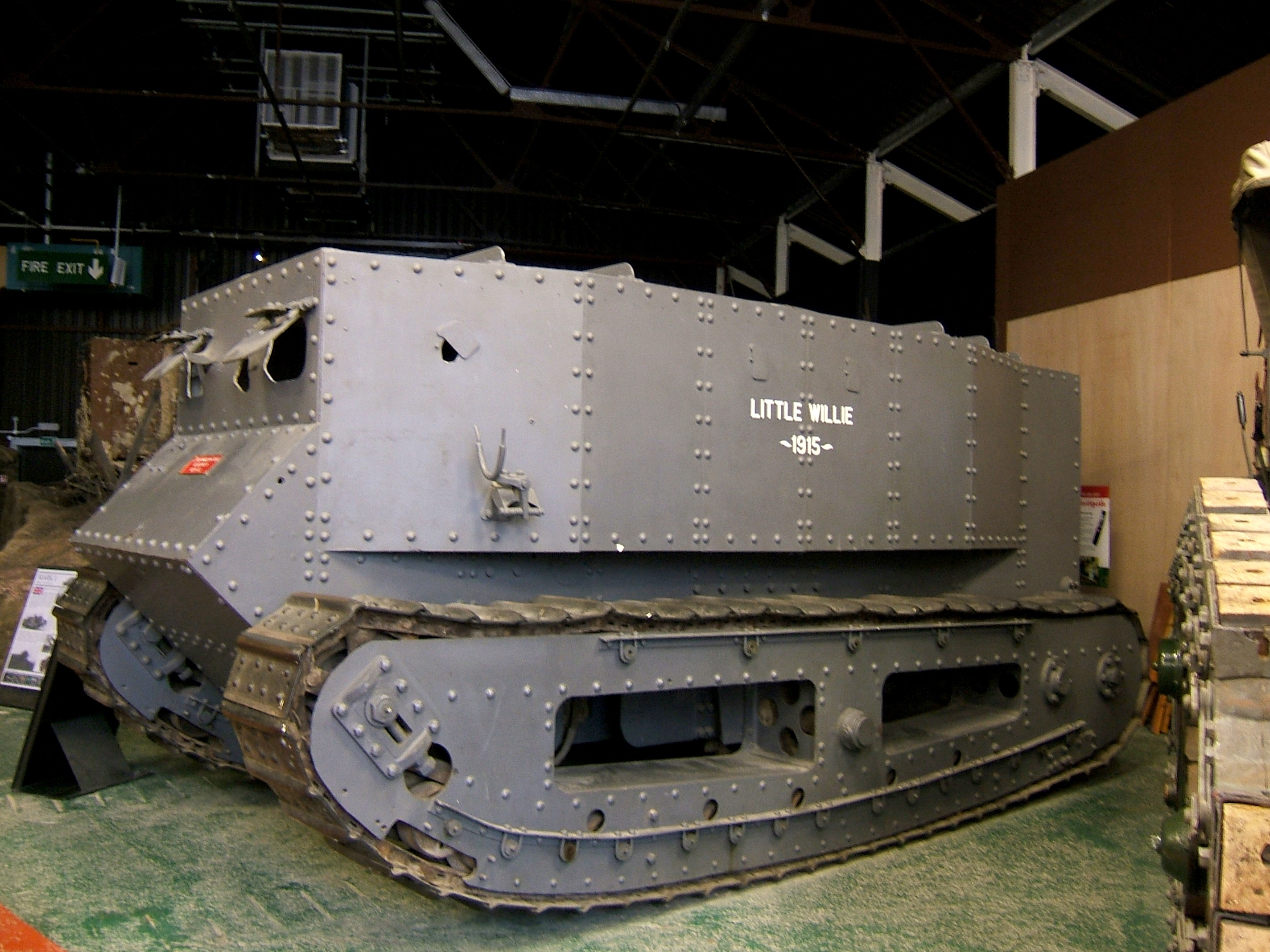
Little Willie im Bovington Tank Museum

Little Willie konnte 1940 vor dem Verschrotten gerettet werden und steht heute im Panzermuseum Bovington. Es ist nur noch die Hülle vorhanden.

## Technische Daten
| Entwicklungsbeginn          | Juli 1915                                                    |
| Produktionsabschnitt        | August–September, 1915                                       |
| Klassifizierungsnummer      | 1                                                            |
| Länge ohne Spornräder       | 5,45 Meter                                                   |
| Breite                      | 2,80 Meter                                                   |
| Höhe inklusive Turm         | 3,05 Meter                                                   |
| Höhe ohne Turm (nach Umbau) | 2,41 Meter                                                   |
| Gewicht                     | 18,289 t                                                     |
| Federung                    | nicht vorhanden                                              |
| Geschwindigkeit Straße      | 2 mph (3,4 km/h) max.                                        |
| Geschwindigkeit Gelände     | ca. 0,7 mph (1 km/h)                                         |
| Reichweite                  | ? km                                                         |
| Grabenüberschreitfähigkeit  | 1,20 Meter (später verbessert auf: 1,50 Meter)               |
| Kletterfähigkeit            | 0,30 Meter (später verbessert auf: 0,60 Meter)               |
| Steigfähigkeit              | 30 %                                                         |
| Hauptbewaffnung             | Vickers 2-pounder Kanone                                     |
| Sekundärbewaffnung          | 6 Madsen Maschinengewehre                                    |
| Panzerung                   | ca. 10 mm                                                    |
| Triebwerk                   | Foster-Daimler 6-Zylinder wassergekühlter Benzin-Reihenmotor |
| Triebwerksleistung          | 105 PS (78 kW)                                               |
| Mannschaft                  | 6                                                            |
| Leistungsverhältnis         | 6 PS/t                                                       |